# Germain Panthot
Germain Panthot, ou Germain Pantho , né le 3 janvier 1602 à Lyon et mort le  20 octobre 1675 à Lyon, est un peintre lyonnais.

## Biographie
Germain Panthot ou Pantho ou Panthol ou encore Pantauest le fils de Guillaume, dit le Bourguignon, marchand et aubergiste à Lyon et de Marguerite Jullian. Il est baptisé en l’église Saint-Paul de Lyon.
Comme d’autres artistes au XVIIe siècle, il effectue le voyage à Rome, pour perfectionner sa formation de peintre. Lorsqu’il revient à Lyon, il est nommé maître de métier pour les peintres, cette fonction lui est confiée à partir de 1624 jusqu’en 1666.
Il épouse Marguerite Vazel. Le couple a sept enfants, nés entre 1624 et 1642, dont :
Claude Pantho, né le 5 août 1636, qui travaille avec son père sur le chantier des décorations de l’Hôtel de ville de Lyon, et en 1695 à la restauration de la chapelle incendiée. En 1687, Claude Panthot est à son tour nommé maître de métier pour les peintres. Il meurt le 13 décembre 1705.

### Peintre ordinaire de la ville de Lyon
Le 10 novembre 1637, Germain Panthot est nommé à la fonction de « peintre ordinaire de la ville de Lyon », il succède à son maître Horace Le Blanc pour qui cette charge a été créée.
Ses gages sont de 600 livres par an. Cet emploi consiste à peindre les portraits du roi, des gouverneurs, du prévôt des marchands et des échevins de Lyon, c’est une tâche dans laquelle il excelle. À l'occasion des festivités, il est chargé des décors éphémères, lors des entrées solennelles à Lyon, de décors de feux d’artifice de la fête de la Saint-Jean. Il peint les armoiries des notables.
Il ne subsiste rien de ses œuvres qui sont détruites le 9 septembre 1792, lors de l’autodafé des blasons. 
Spécialisé dans les portraits, il apparaît, selon Charvet, moins capable de réaliser des décors de taille plus importante. Ceci est pourtant contredit par la qualité des œuvres réalisées par Panthot. 
Le Consulat lui confie le soin d’engager un peintre pour les grands décors de l’Hôtel de ville en mars 1655. C’est lui qui choisit Thomas Blanchet avec qui il s’associe. Ce peintre est recruté à Rome, peut-être sur les conseils de son ami Charles Le Brun. En effet, Germain Panthot a fait la connaissance de Charles le Brun lors de son séjour à Lyon en 1642. À son retour de Rome, celui-ci revient y travailler entre 1645 et 1646, il réalise des œuvres, notamment une Pieta, à la demande de Panthot. Nivelon, disciple de Charles Le Brun, écrit qu’il a peint le portrait de son ami, Mr Panthot.
Le 25 septembre 1675, le mois précédant son décès, Germain Panthot abandonne l’office de peintre ordinaire au profil de Thomas Blanchet. 
Comme lui, il réside dans l’hôtel de ville de Lyon où il meurt le 20 octobre 1675, à l’âge de 73 ans. Il est inhumé dans l’église Saint-Pierre le lendemain.

## Œuvres
Germain Panthot peint des tableaux sur des sujets religieux, et aussi des paysages. Ce sont surtout les portraits qui font sa renommée. Portrait de gens du pouvoir : le roi, le dauphin, portraits du gouverneur Nicolas de Neufville de Villeroy et de son frère l’archevêque Camille de Neufville de Villeroy. 
- Portraits des prévôts des marchands et des échevins (Alex Seguin, Jean Carette, de l’imprimeur Laurent Anisson échevin en 1670 et 1671. Ces portraits gravés par Conrad Lauwers sont connus.

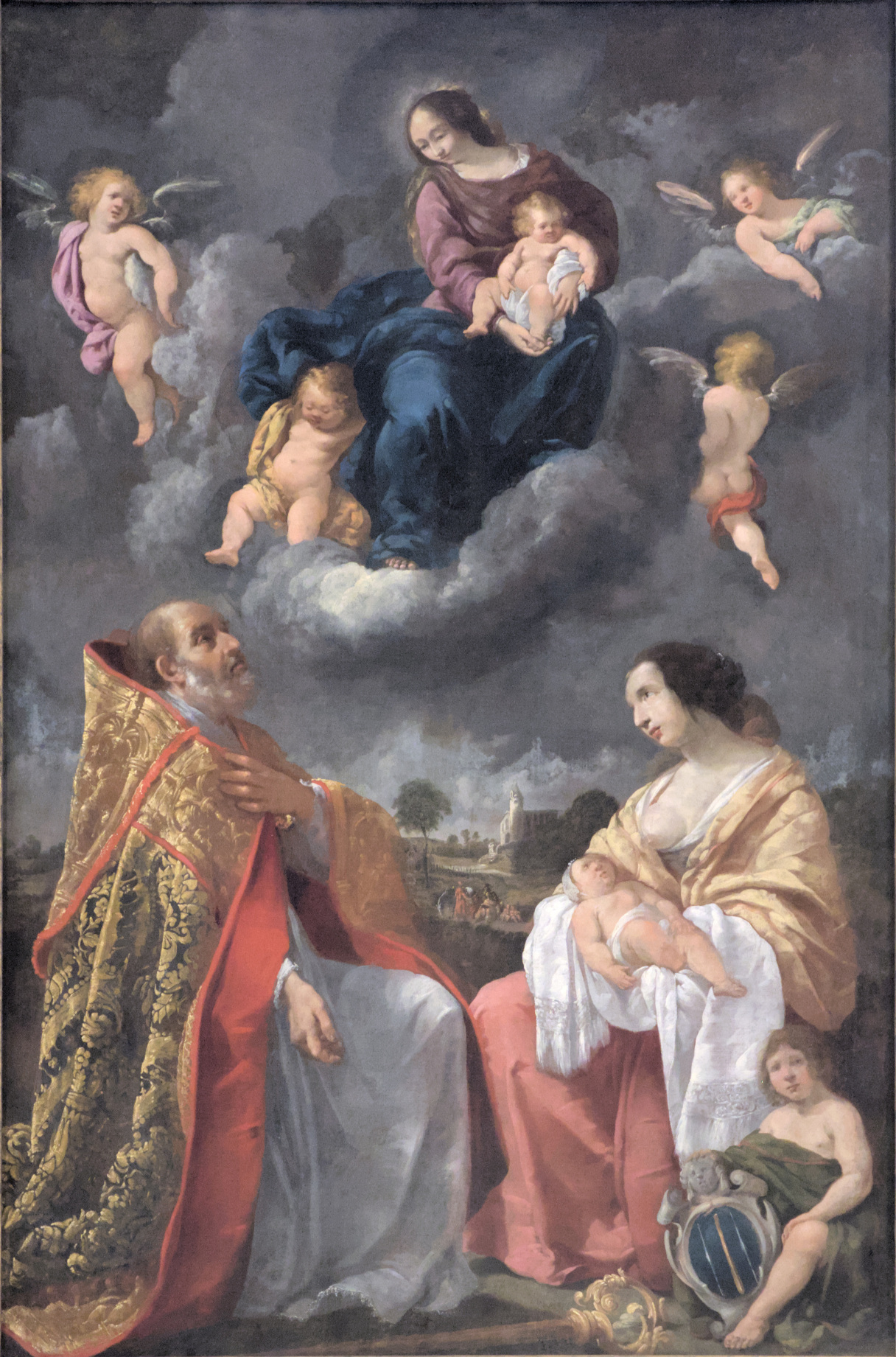
Saint Fortunat intercédant auprès de la Vierge pour la guérison d’un enfant malade.

Toutes ses œuvres ont disparu, à l'exception :
- du tableau Saint Fortunat intercédant auprès de la Vierge pour la guérison d’un enfant malade, 1633, huile sur toile 265 × 175 cm, commande pour la chapelle des maîtres emballeurs dans l’église Saint-Bonaventure. Ce tableau se trouve actuellement dans l’église Saint-Denis de la Croix-Rousse de Lyon[11]. Le tableau longtemps attribué à Jacques Blanchard est classé monument historique à titre d'objet (associé à tort à Jacques Blanchard)[12].

- du chantier des décors de l'hôtel de ville de Lyon, dont il est responsable, et qui occupe Germain Panthot pendant dix-sept années, avec Thomas Blanchet à partir de 1655.